# فهرست برگزیدگان غیرایرانی جشنواره بین‌المللی فارابی
این صفحه فهرستی از برگزیدگان غیرایرانی جشنوارهٔ بین‌المللی فارابی است. جشنواره در دو سطح «بزرگسال» و «جوان» برگزار می‌شود و از نظر جغرافیایی، دو سطحِ داخل و خارجِ ایران را شامل می‌شود. در حوزهٔ داخلی، تمام آثار در زمینهٔ علوم انسانی و در حوزهٔ خارجی، آثارِ مربوط به اسلام‌شناسی، ایران‌شناسی و مطالعات انقلاب اسلامی در نظر گرفته می‌شود. اولین دورهٔ جشنوارهٔ فارابی در بهمن ۱۳۸۶ برگزار شد.
جشنواره در هفتمین دوره (اردیبهشت ۱۳۹۴) به‌دلیل مشکلات مالی، برگزیدهٔ غیرایرانی نداشت.
| دوره   | تاریخ         | اثر                                                                  | برگزیده                 | ملیت          |
| ------ | ------------- | -------------------------------------------------------------------- | ----------------------- | ------------- |
| اول    | بهمن ۱۳۸۶     | اخلاقیات: مفاهیم اخلاقی در ادبیات فارسی از سده سوم تا سده هفتم هجری  | شارل هانری دوفوشه کور   | فرانسوی       |
| اول    | بهمن ۱۳۸۶     | تصحیح منتخب اللطایف                                                  | امیر حسن عابدی          | هندی          |
| اول    | بهمن ۱۳۸۶     | گنجینه معانی                                                         | ظهیر احمد صدیقی         | پاکستانی      |
| اول    | بهمن ۱۳۸۶     | تصحیح و شرح کلیات صائب تبریزی                                        | یونس جعفری              | هندی          |
| اول    | بهمن ۱۳۸۶     | گزیده غزلیات حافظ شیرازی                                             | پیتر ایوری              | انگلیسی       |
| اول    | بهمن ۱۳۸۶     | تاریخ نسخه‌پردازی و تصحیح انتقادی نسخه‌های خطی                         | نجیب مایل هروی          | افغانستانی    |
| اول    | بهمن ۱۳۸۶     | تصحیح همای و همایون                                                  | کمال عینی               | تاجیکستانی    |
| اول    | بهمن ۱۳۸۶     | امر به معروف و نهی از منکر در اندیشه اسلامی                          | مایکل کوک               | آمریکایی      |
| اول    | بهمن ۱۳۸۶     | عصر طلایی ایران                                                      | ریچارد فرای             | آمریکایی      |
| اول    | بهمن ۱۳۸۶     | اسلام و پلورالیسم مذهبی                                              | محمد لگنهاوزن           | آمریکایی      |
| اول    | بهمن ۱۳۸۶     | سادات، نسب‌شناسان، نقبا                                               | کازئو موری موتو         | ژاپنی         |
| اول    | بهمن ۱۳۸۶     | فلسفه تربیت اسلامی                                                   | ماجد عرسان الکیلانی     | اردنی         |
| دوم    | دی ۱۳۸۷       | موسوعه الحیات الائمه                                                 | باقر شریف القرشی        | عراقی         |
| دوم    | دی ۱۳۸۷       | دروس فی اصول الامامیه                                                | عبدالهادی فضلی          | عربستانی      |
| دوم    | دی ۱۳۸۷       | سیاست و فضیلت: فلسفه سیاسی فارابی                                    | میریام گالستون          | آمریکایی      |
| دوم    | دی ۱۳۸۷       | مجموعه آثار راجع به فرهنگ و تمدن اسلامی                              | شفیق ویرانی             | کانادایی      |
| دوم    | دی ۱۳۸۷       | قلب فلسفه اسلامی                                                     | ویلیام چیتیک            | آمریکایی      |
| دوم    | دی ۱۳۸۷       | روزبهان بقلی                                                         | کارل ارنست              | آمریکایی      |
| دوم    | دی ۱۳۸۷       | آسوکا و پارس                                                         | ای ایچی ایموتو          | ژاپنی         |
| دوم    | دی ۱۳۸۷       | مجموعه آثار درخصوص انقلاب اسلامی ایران                               | حامد الگار              | آمریکایی      |
| سوم    | آبان ۱۳۸۸     | آق‌قویونلوها                                                          | جان وودز                | آمریکایی      |
| سوم    | آبان ۱۳۸۸     | دیوان حافظ                                                           | جیوانی درمه             | ایتالیایی     |
| سوم    | آبان ۱۳۸۸     | دستور زبان ادبی معاصر فارسی                                          | یوری روبینچیک           | روسی          |
| سوم    | آبان ۱۳۸۸     | انسان در آیینه صوفیه                                                 | رشید حافظویچ            | بوسنیایی      |
| سوم    | آبان ۱۳۸۸     | امام علی (ع) و خوارج                                                 | سید جعفر مرتضی العاملی  | لبنانی        |
| چهارم  | آبان ۱۳۸۹     | مجموعه آثار و خدمات علمی در زمینه فرهنگ و تمدن ایران                 | ویلفرد فردیناند مادلونگ | آلمانی        |
| چهارم  | آبان ۱۳۸۹     | فهرست‌نامه اسناد فرمانروایان ایران                                    | برت فراگنر              | اتریشی        |
| چهارم  | آبان ۱۳۸۹     | کاخ داریوش در شوش                                                    | ژان جوزف فرانسوا پرو    | فرانسوی       |
| چهارم  | آبان ۱۳۸۹     | زبان پهلوی                                                           | کارلو چرتی              | ایتالیایی     |
| چهارم  | آبان ۱۳۸۹     | محوریت متون قرآنی در مباحث فقهی                                      | خالد غفوری              | عراقی         |
| چهارم  | آبان ۱۳۸۹     | مساجد و مدرسه‌های دینی در دوران قاجار: هنر معماری در سال‌های ۱۷۸۵-۱۸۴۸ | مارکوس ریتر             | آلمانی        |
| چهارم  | آبان ۱۳۸۹     | پیدایش مفهوم جهان اسلام                                              | ماساشی هاندا            | ژاپنی         |
| پنجم   | آبان ۱۳۹۰     | مجموعه آثار و خدمات علمی در زمینه فرهنگ و تمدن ایران                 | فرانک هل                | آمریکایی      |
| پنجم   | آبان ۱۳۹۰     | مجموعه آثار و خدمات علمی در زمینه فرهنگ و تمدن ایران                 | هرمان لندولت            | سوئیسی        |
| پنجم   | آبان ۱۳۹۰     | سروش یشت                                                             | فیلیپ جی کراین بروک     | هلندی         |
| پنجم   | آبان ۱۳۹۰     | یخچال‌های ایران                                                       | همینگ ای یورگنسن        | دانمارکی      |
| پنجم   | آبان ۱۳۹۰     | المال المثلی و المال القیمی در الفقه اسلامی                          | شیخ عباس کاشف الغطاء    | عراقی         |
| پنجم   | آبان ۱۳۹۰     | آرمان‌شهر اسکندر در ادبیات فارسی رمانتیک قرون میانه                   | ماریو کازاری            | ایتالیایی     |
| ششم    | آبان ۱۳۹۱     | عصر طلایی هنر ایران                                                  | شیلا کنبی               | آمریکایی      |
| ششم    | آبان ۱۳۹۱     | مذهب شیعه و دولت در ایران                                            | گیورگی سانیکیدزه        | گرجی          |
| ششم    | آبان ۱۳۹۱     | جهان نماد در هنر اسلامی                                              | پاتریک رینگنبرگ         | سوئیسی        |
| هفتم   | اردیبهشت ۱۳۹۴ | برگزیده نداشت                                                        | برگزیده نداشت           | برگزیده نداشت |
| هشتم   | بهمن ۱۳۹۵     | جمیع آثار در حوزه‌ ایران‌شناسی                                         | اولریش مارزلف           | آلمانی        |
| هشتم   | بهمن ۱۳۹۵     | جمیع آثار در حوزه‌ ایران‌شناسی                                         | ولادیمیر ایوانف         | روسی          |
| هشتم   | بهمن ۱۳۹۵     | جمیع آثار در حوزه‌ ایران‌شناسی                                         | ویلم فلور               | هلندی         |
| هشتم   | بهمن ۱۳۹۵     | جمیع آثار در حوزه‌ ایران‌شناسی                                         | فرانسیس ریشار           | فرانسوی       |
| هشتم   | بهمن ۱۳۹۵     | جمیع آثار در حوزه‌ ایران‌شناسی                                         | ویکتور الکک             | لبنانی        |
| هشتم   | بهمن ۱۳۹۵     | جمیع آثار در حوزه‌ ایران‌شناسی                                         | پیر فرانچسکو کالیری     | ایتالیایی     |
| هشتم   | بهمن ۱۳۹۵     | عصر آهن در پشتکوه لرستان                                             | برونو اورلت             | بلژیکی        |
| نهم    | دی ۱۳۹۶       | جمیع آثار در حوزه اسلام‌شناسی                                         | محمود ایوب              | لبنانی        |
| نهم    | دی ۱۳۹۶       | جمیع آثار در حوزه اسلام‌شناسی                                         | محمدآصف محسنی قندهاری   | افغانستانی    |
| نهم    | دی ۱۳۹۶       | جمیع آثار در حوزه اسلام‌شناسی                                         | علی قره‌داغی             | عراقی         |
| نهم    | دی ۱۳۹۶       | جمیع آثار در حوزه اسلام‌شناسی و ایران‌شناسی                            | هاینتس گائوبه           | آلمانی        |
| نهم    | دی ۱۳۹۶       | جمیع آثار در حوزه اسلام‌شناسی و ایران‌شناسی                            | برنارد اوکین            | ایرلندی       |
| نهم    | دی ۱۳۹۶       | چندزبانی در مثنوی مولوی                                              | منیر درکیچ              | بوسنیایی      |
| دهم    | بهمن ۱۳۹۷     | جمیع آثار در حوزه اسلام‌شناسی                                         | خسرو قاسم               | هندی          |
| دهم    | بهمن ۱۳۹۷     | جمیع آثار در حوزه اسلام‌شناسی                                         | رائول گنزالس بورنز      | اسپانیایی     |
| دهم    | بهمن ۱۳۹۷     | جمیع آثار در حوزه اسلام‌شناسی                                         | صفر عبدالله             | قزاقستانی     |
| دهم    | بهمن ۱۳۹۷     | جمیع آثار در حوزه ایران‌شناسی                                         | آنا ماریا کراسنوولسکا   | لهستانی       |
| دهم    | بهمن ۱۳۹۷     | جمیع آثار در حوزه ایران‌شناسی                                         | مونیکا گرونکه           | آلمانی        |
| دهم    | بهمن ۱۳۹۷     | جمیع آثار در حوزه ایران‌شناسی                                         | نیکلاس جان سیمز ویلیامز | انگلیسی       |
| دهم    | بهمن ۱۳۹۷     | تحقیق و پژوهش در باب منطق‌الطیر و دیوان شمس                           | ژان کلود فرانسوا کریر   | فرانسوی       |
| یازدهم | مرداد ۱۳۹۹    | جمیع آثار در حوزه اسلام‌شناسی                                         | جیمز وینستون موریس      | آمریکایی      |
| یازدهم | مرداد ۱۳۹۹    | جمیع آثار در حوزه اسلام‌شناسی                                         | لیندا کلارک             | کانادایی      |
| یازدهم | مرداد ۱۳۹۹    | جمیع آثار در حوزه اسلام‌شناسی                                         | حیدر باقر               | اندونزیایی    |
| یازدهم | مرداد ۱۳۹۹    | جمیع آثار در حوزه اسلام‌شناسی                                         | علی مهدی زیتون          | لبنانی        |
| یازدهم | مرداد ۱۳۹۹    | جمیع آثار در حوزه ایران‌شناسی                                         | نوبوآکی کندو            | ژاپنی         |
| یازدهم | مرداد ۱۳۹۹    | جمیع آثار در حوزه ایران‌شناسی                                         | سوزان روف               | انگلیسی       |
| یازدهم | مرداد ۱۳۹۹    | جمیع آثار در حوزه ایران‌شناسی                                         | گریگول برادزه           | گرجستانی      |